# دنیز چیچک
دنیز چیچک (انگلیسی: Deniz Cicek؛ زادهٔ ۱۹ اکتبر ۱۹۹۲) بازیکن فوتبال اهل آلمان است.